# Florian Renner (Politiker)
Florian Renner (* 16. März 1870 in Würnsdorf bei Pöggstall, Niederösterreich; † 25. August 1945 ebenda) war ein österreichischer Politiker der Christlichsozialen Partei (CSP).

## Ausbildung und Beruf
Nach dem Besuch der Volksschule in Pöggstall wurde er Bauer und Sägewerksbesitzer und Holzhändler in Würnsdorf.

## Politische Mandate
- 10. November 1920 bis 20. November 1923: Abgeordneter zum Nationalrat (I. Gesetzgebungsperiode), CSP